# Рогізнянська сільська рада (Сквирський район)
| Рогізнянська сільська рада — колишній орган місцевого самоврядування у Сквирському районі Київської області з адміністративним центром у с. Рогізна. Сільській раді підпорядковані населені пункти: - с. Рогізна - с. Дунайка - с. Краснянка |

## Склад ради
Рада складається з 16 депутатів та голови.

### Керівний склад ради
| ПІБ                                | Основні відомості                                                 | Дата обрання | Дата звільнення |
| ---------------------------------- | ----------------------------------------------------------------- | ------------ | --------------- |
| Мельник Надія Петрівна             | Сільський голова, 1953 року народження, освіта, позапартійна      | 26.03.2006   | 31.10.2010      |
| Цибульський Микола Вікторович      | Сільський голова, 1964 року народження, освіта вища, безпартійний | 31.10.2010   |                 |
| Верещинська Катерина Володимирівна | Сільський голова, 1962 року народження                            |              |                 |

Примітка: таблиця складена за даними джерела